# Ørelys
Ørelys er hule vokslys der anvendes i en omstridt form for alternativ behandling med det formål at fjerne ørevoks og i øvrigt forbedre patientens helbred. Behandlingen består i at tænde lyset og sætte det ind i patientens øre, hvor det skulle skabe varme og et let vakuum.
Amerikanske forskere er kommet frem til at ørelys ikke skaber et vakuum eller fjerner voks og andet fra øret. De kan derimod i værste fald lede til skader. Behandlingen kan lede til både brandskader, infektioner, tilstopning af ørekanalen og punktering af trommehinden. Hvis voks fra lyset havner i øregangen, kan det lede til brandskader og tilstopning.
Nogle behandlere viser at voks og urenheder er suget op af lyset efter behandlingen ved at skære lyset op og vise indholdet. Men lyset ser ud på samme måde, når lyset er brændt uden kontakt med øret. Det man ser kommer fra lyset selv.
Til trods for at ørelysproducenter ofte hævder at metoden er en urgammel indiansk behandling med udspring i Hopi-stammen, findes der ingen sådan behandlingsmetode hos Hopi-indianerne. Hopi-stammens pressetalskvinde, Vanessa Charles, har udtalt at brugen af ørelys "ikke er, og aldrig har været, en praksis udført af Hopi-stammen eller Hopi-indianere". Hopi-stammen har flere gange bedt Biosun, producenten af Hopi Ear Candles, om at stoppe brugen af deres navn. Biosun har ikke rettet sig efter indianernes anmodning, og fortsætter med at hævde at lysene har deres udspring i Hopi-stammen.